# Reynard 883
Reynard 883 – samochód Formuły 3, skonstruowany przez Reynarda.
Projektantem samochodu był Adrian Reynard. Pojazd był napędzany silnikiem Volkswagena Golfa o pojemności 1,6 litra, sprzężonym z pięciobiegową skrzynią Hewland. Pojazdem tym mistrzostwo zdobywali:
- Joachim Winkelhock (Niemcy, 1988)[2]
- JJ Lehto (Wielka Brytania, 1988)[3]
- Christian Fittipaldi (Brazylia, 1989)[4]
- Christian Fittipaldi (Ameryka Południowa, 1990)[5]
- Jan Nilsson (Szwecja, 1989)[6]
- Panajotis Fabiatos (Grecja, 1993)[7]
- Krzysztof Woźniak (Polska, 1994)[8]